# 960

## Догађаји
- 4. фебруар — Цар Таизу је започео своју владавину у Кини, чиме је почела владавина династије Сунг.
- 8. новембар – Википедија:Непознат датум — Битка код Андрасоса Византинци под Лавом Фоком Млађим поразили су војску Хамданида (30.000 људи) у заседи у пролазима Киликијских планина, у јужној Малој Азији (данашња Турска). Емир Саиф ал-Давла једва успева да побегне, и враћа се у Алепо са само 300 коњаника. Хамданиди више не могу себи приуштити препад у Анадолију, што је прекретница у арапско-византијским ратовима на истоку.
- Википедија:Непознат датум —  Мађарско-српски конфликт

- Лето – Опсада Хандакса: Византијска флота са експедиционим снагама (који се састоји од око 50.000 људи) под Никифором Фоком искрцава се на Крит. Никифор побеђује муслимански отпор и започиње опсаду главног града Хандакса. Он одлучује да блокира град на зиму, док његови инжењери почињу да конструишу опсадне машине. Емир Абд ал-Азиз ибн Шуајб шаље у помоћ Фатимиде у Ифрикију и калифат Кордоба (модерна Шпанија).
- Мјешко I Пјаст, војвода из династије Пјаст, постаје принц Пољске након смрти свог оца Сјемомисла. Мјешко наставља да потчињава суседна племена и ставља под контролу. Две препреке овом плану су племенска група Западних Словена, Велети (познати и као Вилзи или „људи вукова“) који харају на Мјешкове земље ради пљачке; и саксонске пограничне војводе, који се померају на исток у потрази за новим земљама за освајање.
- Харалд Плавозуби, краљ Данске, учвршћује своју власт над Јиландом и Зеландом. Он прихвата хришћанство, подижући исклесани камен у Јелингу у част својих родитеља. Сачуван је рунски натпис (најпознатији у Данској) и слика Христа окруженог преплетом. Остала скандинавска краљевства, након њих прелазе у хришћанство.
- Јун/јул – Адалберт II, сувладар и син краља Беренгара II, уз подршку војводе Ига од Тоскане, врши инвазију на Папску државу под папом Јованом XII. Са лангобардским снагама које се приближавају Риму, папска делегација је послата краљу Отону I (Великом) да затражи помоћ.
- Јесен – Оберто I, маркгроф породице Обертенгхи, налази се уточиште у Немачкој. Са утицајним италијанским вођама путује на саксонски двор Отона I да интервенише у Италији како би га заштитио од Беренгара II.
- Ричард I (Неустрашиви), војвода од Нормандије, жени се Емом од Париза. Она је ћерка Ига Великог, бившег војводе од Франака.
- Данстан добија палијум као надбискуп Кентерберија од папе Јована XII. Он реформише манастире и спроводи правило Светог Бенедикта: сиромаштво, чедност и послушност монаха.
- Краљевство Аксум (савремена Еритреја) је уништено од стране окупатора Бета Израела, под вођством краљице Гудит.
- По захтеву кнегиње Олге Кијевске да пошаље епископа и учитеље, у Кијев је стигао монах Адалберт Магдебуршки, постављен у Немачкој за „епископа Русије“, и исте године био протеран.

## Рођења
- Википедија:Непознат датум — Баграт III од Грузије († 7. мај 1014)